# Rábanos (kommunhuvudort)
Rábanos är en kommunhuvudort i Spanien.   Den ligger i provinsen Provincia de Burgos och regionen Kastilien och Leon, i den norra delen av landet, 210 km norr om huvudstaden Madrid. Rábanos ligger 1 171 meter över havet och antalet invånare är 154.
Terrängen runt Rábanos är huvudsakligen kuperad, men åt nordväst är den platt. Terrängen runt Rábanos sluttar norrut.  Trakten runt Rábanos är nära nog obefolkad, med mindre än två invånare per kvadratkilometer. Närmaste större samhälle är Pradoluengo, 5,6 km öster om Rábanos. I omgivningarna runt Rábanos växer i huvudsak blandskog.